# Taggia
Taggia (en ligur Tàggia) és un comune italià, situat a la regió de la Ligúria i a la província d'Imperia. El 2015 tenia 14.116 habitants.

## Geografia
Té una superfície de 31,36 km² i les frazioni d'Arma di Taggia (seu comunal) i Taggia. Limita amb Badalucco, Castellaro, Ceriana, Dolcedo, Pietrabruna, Riva Ligure i Sanremo.

## Evolució demogràfica
| Gràfica d'evolució de Taggia entre 1861 i 2011 |
|                                                |
| Font: ISTAT                                    |

## Fills il·lustres
- Stefano Rossi (Taggia, 1576 - 1655), metge i poeta.
- Girolamo Gastaldi (Taggia, 1616 - Benevento 1685), cardenal.
- Pasquale Anfossi (Taggia,1727 – Roma, 1797), compositor i violinista.
- Paolo Anfossi (Taggia, 1802 - 1844), patriota mazzianista.
- Giovanni Ruffini (Genova, 1807 - Taggia, 1881), escriptor i patriota.
- Domenico Ferrari (Taggia, 1808 - Alessandria 1833), patriota mazzianista.